# Dzerzhinsk, Nga
Dzerzhinsk, Nga (tiếng Nga: Дзержинск) là một thành phố Nga. Thành phố này thuộc chủ thể Nizhny Novgorod Oblast. Thành phố có dân số 261.334 người (theo điều tra dân số năm 2002. Đây là thành phố lớn thứ 72 của Nga theo dân số năm 2002.